# Peter Owen Publishers
Peter Owen Publishers este o editură independentă de familie, cu sediul la Londra, Anglia. Ea a fost fondată în 1951.

## Istoric
Compania a fost fondată în 1951 de către Peter Owen, care a lucrat anterior pentru Stanley Unwin la The Bodley Head. Primul redactor de carte al editurii a fost Muriel Spark, care a scris mai târziu un roman intitulat A Far Cry from Kensington bazându-se pe experiența ei de lucru acolo.
Printre autorii editați de editură se numără Paul Bowles și Jane Bowles, autorul catolic japonez Shusaku Endo, scriitorii spanioli Julio Llamazares, José Ovejero, Cristina Fernández Cubas și Salvador Dalí, precum și André Gide, Jean Cocteau, Colette, Anna Kavan, Anaïs Nin, Natsume Sōseki, Yukio Mishima, Hermann Hesse, Karoline Leach, biografa revizionistă a lui Lewis Carroll, Hans Henny Jahnn, Tarjei Vesaas, Miranda Miller, Jared Cade (autor al cărții Agatha Christie and the Eleven Missing Days) și mulți alții. Deși cunoscută mai ales ca editură de ficțiune (în special în traducere), compania publică, de asemenea, multe cărți de non-ficțiune.